# 介護士
介護士（かいごし）は、介護職に携わるスタッフ全般を指す俗称であり正式な名称ではない。正式にはヘルパー、介護職員という。
介護福祉士を略して、介護士ということもあるが、介護福祉士は国家資格であって、ここでいう介護士とは全く異なる。介護士はあくまで俗称であり、資格の無いままでも働くことができることから「士」を付ける呼称は望ましくない。長期に渡って働くつもりなら、介護職員初任者研修の受講が望ましい。

## 概要
- 介護士は、老人ホーム(特別養護老人ホーム、介護老人保健施設、サービス高齢者住宅等)、デイサービスなどの施設や介護サービスを必要としている利用者（病者、高齢者、障がい者）の自宅に出向いて、介護サービスを行う。
- 障がい者施設、医療機関でも働く。
- 具体的には、着替えの介助、食事の介助、排せつ介助、入浴介助、口腔ケアなどを行う。利用者の日常生活行動において、欠けるところがある部分を支援するというのがサービスの基本。
- 医療行為はできない。
- その他、デイサービス施設で働く場合にはレクリエーションの指導も行う。

介護士からステップアップしたい人のための資格としては、次のものがある。
- 介護福祉士（国家資格）
- 社会福祉士（国家資格）
- 精神保健福祉士（国家資格）
- 訪問介護員（国家資格，ただし現在は制度が変わっている。）
- 重度訪問介護従業者（公的資格）
- 福祉住環境コーディネーター（公的資格）
- ケアマネージャー（介護支援専門員，公的資格）